# Manabu Wakabayashi
Manabu Wakabayashi (若林 学?, Wakabayashi Manabu; Prefettura di Tochigi, 3 giugno 1979) è un ex calciatore giapponese, di ruolo attaccante.